# Rihito Takarai
Rihito Takarai (宝井 理人 Takarai Rihito?,  Prefectura de Hiroshima, Japón, 17 de octubre) es una mangaka japonesa, conocida principalmente por sus historias de género yaoi. Algunas de sus obras más conocidas son Seven Days (con guion de Benio Tachibana) y Ten Count.

## Obras
- Seven Days (2006-09, en colaboración con Benio Tachibana)[2]
- Torikagosou no Kyou mo Nemutai Juunin-tachi (2007-11)
- Hana nomi zo Shiru (2009-12)
- Otonashi Sekai (2010)
- Kakemakumo, Kashikoki (2010-12)
- Tengoku wo Yumemiteru (2011)
- Hana no Miyako de (2012-13)
- Kimi ga Suki datta (2013)
- Graineliers (2013-)
- Ten Count (2013-17)
- Yowamushi Pedal Koushiki Anthology: Houkago Pedal (2014-)
- Kirschblüte (2015)